# Jan Maxwell
Jan Maxwell, all'anagrafe Janice Elaine Maxwell (Fargo, 20 novembre 1956 – New York, 11 febbraio 2018) è stata un'attrice statunitense, nota soprattutto per il suo lavoro nel teatro musicale e di prosa a Broadway.

## Biografia
Quinta di sei fratelli, Jan Maxwell era la figlia del giudice Ralph B. Maxwell e dell'avvocato Elizabeth Fargusson Maxwell. Dopo aver interrotto gli studi di recitazione alla Minnesota State University Moorhead prima della laurea, Jan Maxwell si trasferì a New York per sfondare come attrice. Nel 1981 si unì al quinto tour statunitense di Annie, per poi tornare a New York: gli inizi della carriera furono altalenanti e per alcuni periodi lavorava come lettrice di copioni e sceneggiatrice, otlre a recitare con i Paper Bag Players, una compagnia teatrale che portava in scena spettacoli per bambini.
Nel 1990 debuttò a Broadway quando sostituì Dee Hoty nel musical di Cy Coleman City of Angels, in cui recitava nel duplice ruolo di Alaura Kingsley e Carla Haywood. Nel 1991 recitò ad East Haven nella produzione della Goodspeed Opera House di Here's Love, mentre l'anno successivo tornò a Broadway nel ruolo della protagonista di Dancing at Lughnasa. Dopo aver lavorato nell'Off Broadway nel musical Inside Out (1994) e nel dramma The Professional (1995), tornò a Broadway nel 1997 in un acclamato revival di Casa di bambola con Janet McTeer nel ruolo di Nora. L'anno successivo era di nuovo a Broadway nel musical The Sound of Music, in cui interpretava la baronessa Elsa von Schraeder, a cui seguì nel 2000 la commedia di Neil Simon The Dinner Party.
Nel 2005 ottenne un primo grande successo con l'adattamento teatrale Citty Citty Bang Bang e per la sua interpretazione nel ruolo della Baronessa Bombarda fu candidata al Tony Award alla miglior attrice non protagonista in un musical. Due anni dopo fu nuovamente candidata al Tony Award, alla miglior attrice non protagonista in un'opera teatrale, per The Coram Boy. Nel 2010 fu candidata a due Tony Award, alla migliore attrice protagonista in un'opera teatrale per The Royal Family e alla migliore attrice non protagonista in un'opera teatrale per Lend Me a Tenor. Nel 2011 recitò nel ruolo di Phyllis Stone nel musical Follies in scena al Kennedy Center di Washington con Bernadette Peters, Ron Raines, Elaine Paige e Danny Burstein. Il revival ottenne ottime recensioni e fu riproposto a Broadway alcuni mesi dopo; per la sua interpretazione Jan Maxwell fu candidata al Tony Award alla miglior attrice protagonista in un musical, al Drama Desk Award e all'Outer Critics Circle Award nel 2012.
Due anni dopo recitò nel dramma politico City of Conversation al Lincoln Center, per cui fu candidata al Drama League Award e ottenne la sua decima candidatura al Drama Desk Award. Nel 2015 interpretò la pittrice Galacta nel dramma di Howard Barker Scenes From an Execution, in cartellone all'Atlantic Stage 2 di Chelsea; Maxwell aveva già ricoperto il ruolo nel 2008, in una performance che le valse una candidatura al Drama Desk Award. Al termine delle repliche annunciò il ritiro dalle scene teatrali e si dedicò esclusivamente ad alcuni progetti televisivi.
Nel 2006 le fu diagnositcato il cancro al seno, una malattia che le si ripresentò nel 2013 in forma metastatica. Dopo una battaglia di cinque anni contro il cancro morì nel 2018 per la malattia leptomeningea causatele dal tumore.

### Vita privata
Jan Maxwell è stata sposata con Robert Emmet Lunney e la coppia ha avuto un figlio, William "Will" Maxwell-Lunney, nato nel 1995.

## Filmografia

### Cinema
- Something Sweet, regia di Olivia Pi-Sunyer (2000)
- I Am Michael, regia di Justin Kelly (2015)
- Left Behind, cortometraggio, regia di William Maxwell-Lunney (2015)

### Televisione
- Law & Order - I due volti della giustizia (Law & Order) - serie TV, 4 episodi (1994-2003)
- La valle dei pini (All My Children) - serie TV, 3 episodi (2007)
- Una vita da vivere (Once Life to Live) - serie TV, 5 episodi (2009)
- Gossip Girl - serie TV, 5 episodi (2009-2011)
- The Divide - serie TV, 6 episodi (2014)
- The Good Wife - serie TV, 2 episodi (2014)
- Billy & Billie - serie TV, 7 episodi (2015-2016)
- BrainDead - Alieni a Washington (BrainDead) - serie TV, 9 episodi (2016)
- Gotham - serie TV, 1 episodio (2017)
- Madam Secretary - serie TV, 1 episodio (2017)

## Teatro
- Il mercante di Venezia, di William Shakespeare, regia di John F. Erath. Oper Air Theatre di Washington (1976)
- Annie, libretto di Thomas Meehan, parole di Martin Charnin e colonna sonora di Charles Strouse, regia di Brian Young. Tour statunitense (1981)
- Il gabbiano, di Anton Čechov, regia di Peter Sellars, con Kevin Spacey. Kennedy Center di Washington (1985)
- La piccola bottega degli orrori, libretto di Howard Ashman, colonna sonora di Alan Menken, regia di Anne-Denise Ford. A Contemporary Theatre (ACT) di Washington (1986)
- The Marriage of Bette and Boo, di Christopher Durang, regia di Anne-Denise Ford. A Contemporary Theatre (ACT) di Washington (1987)
- Biloxi Blues, di Neil Simon, regia di Gregory A. Falls. A Contemporary Theatre (ACT) di Washington (1987)
- City of Angels, libretto di Larry Gelbart, parole di David Zippel, colonna sonora di Cy Coleman, regia di Michael Blakemore. Virginia Theatre di Broadway (1990)
- Here's Love, colonna sonora e libretto di Meredith Willson. Goodspeed Opera House di East Haddam (1991)
- Dancing at Lughnasa, di Brian Friel, regia di Patrick Mason. Plymouth Theatre di Broadway (1991)
- Inside Out, di Doug Haverty, regia di Henry Fonte, con Ann Crumb. Cherry Lane Theatre di New York (1994)
- The Professional, di Dusan Kovacevic, regia di Peter Craze. Circle Repertory Theatre di New York (1995)
- Casa di bambola, di Henrik Ibsen, regia di Anthony Page, con Janet McTeer. Belasco Theatre di Broadway (1997)
- The Sound of Music, libretto di Russel Crouse e Howard Lindsay, parole di Oscar Hammerstein II e colonna sonora di Richard Rodgers, regia di Susan H. Shulman. Martin Beck Theatre di Broadway (1998)
- Camille, scritto e diretto da Richard Romagnoli, tratto da La signora delle camelie di Alexandre Dumas. Potomac Theatre Project di New York (1998)
- The Dinner Party, di Neil Simon, regia di John Rando. Music Box Theatre di Broadway (2000)
- Garden, di Alan Ayckbourn, regia di John Tillinger. New York City Center Stage II di New York (2002)
- House, di Alan Ayckbourn, regia di John Tillinger. New York City Center Stage I di New York (2002)
- My Old Lady, di Israel Horovitz, regia di David Esbjornson. Promenada Theatre di New York (2002)
- A Bad Friend, di Jules Feiffer, regia di Jerry Zaks. Mitzi E. Newhouse Theatre del Lincoln Center di New York (2003)
- Sixteen Wounded, di Eliam Kraiem, regia di Garry Hynes. Walter Kerr Theatre di Broadway (2004)
- La cantatrice calva, di Eugène Ionesco, regia di Carl Forsman. Linda Gross Theater di New York (2004)
- Honor and the River, di Anton Dudley, regia di Ken Rus Schmoll. Public Theater di New York (2004)
- Chitty, Chitty, Bang, Bang, libretto di Jeremy Sams, colonna sonora di Richard M. Sherman e Robert B. Sherman, regia di Adrian Noble. Hilton Theatre di Broadway (2005)
- Entertaining Mr Sloane, di Joe Orton, regia di Scott Ellis, con Alec Baldwin e Chris Carmack. Laura Pels Theatre di New York (2006)
- The King and I, libretto di Oscar Hammerstein II, colonna sonora di Richard Rodgers, con Richard Chamberlain. Hawaii Opera Theatre di Honolulu (2006)
- Coram Boy, libretto di Helen Edmundson, colonna sonora di George Frideric Handel e Adrian Sutton, regia di Melly Still, con Uzo Aduba. Imperial Theatre di Broadway (2007)
- Substitution, di Anton Dudley, regia di Katherine Kovner. SoHo Playhouse di New York (2008)
- Scenes from an Execution, di Howard Barker, regia di Richard Romagnoli. Potomac Theatre Project di New York (2008)
- To Be or Not To Be, di Nick Whitby, regia di Casey Nicholaw. Samuel J. Friedman di Broadway (2009)
- The Royal Family, di Edna Ferber e George S. Kaufman, regia di Doug Hughes. Samuel J. Friedman di Broadway (2009)
- Wings, di Arthur Kopit, regia di John Doyle. Second Stage Theatre di New York (2010)
- Lend Me a Tenor, di Ken Ludwig, regia di Stanley Tucci, con Anthony LaPaglia e Tony Shalhoub. Music Box Theatre di Broadway (2010)
- Follies, libretto di James Goldstone, colonna sonora di Stephen Sondheim, regia di Eric Schaeffer, con Bernadette Peters ed Elaine Paige. Kennedy Center di Washington (2011)
- Victory: Choices in Reaction, di Howard Barker, regia di Richard Romagnoli. PTP/NYC di New York (2011)
- Follies, libretto di James Goldstone, colonna sonora di Stephen Sondheim, regia di Eric Schaeffer, con Bernadette Peters ed Elaine Paige. Marquis Theatre di Broadway e Ahmanson Theatre di Los Angeles (2012)
- The Castle, di Howard Barker, regia di Richard Romagnoli. Atlantic Stage 2 di New York (2013)
- The City of Conversation, di Anthony Giardina, regia di Douglas Hughes. Mitzi E. Newhouse Theater di New York (2014)
- Scenes from an Execution, di Howard Barker, regia di Richard Romagnoli. Atlantic Stage 2 di New York (2015)

## Premi e riconoscimenti
Tony Award
- 2005 - Nomination Miglior attrice non protagonista in un musical per Chitty Chitty Bang Bang
- 2007 - Nomination Miglior attrice non protagonista in un'opera teatrale per Coram Boy
- 2010 - Nomination Miglior attrice non protagonista in un'opera teatrale per Lend Me a Tenor
- 2010 - Nomination Miglior attrice protagonista in un'opera teatrale per The Royal Family
- 2012 - Nomination Miglior attrice protagonista in un musical per Follies

Drama Desk Award
- 2003 - Nomination Miglior attrice non protagonista in un'opera teatrale per My Old Lady
- 2004 - Nomination Miglior attrice non protagonista in un'opera teatrale per Sixteen Wounds
- 2005 - Miglior attrice non protagonista in un musical per Chitty Chitty Bang Bang
- 2006 - Nomination Miglior attrice protagonista in un'opera teatrale per Entertaining Mr Sloane
- 2007 - Nomination Miglior attrice non protagonista in un'opera teatrale per Coram Boy
- 2009 - Nomination Miglior attrice protagonista in un'opera teatrale per Scenes From an Execution
- 2010 - Miglior attrice protagonista in un'opera teatrale per The Royal Family
- 2012 - Nomination Miglior attrice protagonista in un musical per Follies
- 2014 - Nomination Miglior attrice non protagonista in un'opera teatrale per The Castle
- 2015 - Nomination Miglior attrice protagonista in un'opera teatrale per City of Conversation

Outer Critics Circle Award
- 1997 - Nomination Miglior attrice non protagonista in un'opera teatrale per Casa di bambola
- 1998 - Nomination Miglior attrice non protagonista in un musical per The Sound of Music
- 2004 - Nomination Miglior attrice non protagonista in un'opera teatrale per Sixteen Wounds
- 2005 - Nomination Miglior attrice non protagonista in un musical per Chitty Chitty Bang Bang
- 2006 - Nomination Miglior attrice non protagonista in un'opera teatrale per Entertaining Mr Sloane
- 2010 - Miglior attrice non protagonista in un'opera teatrale per Lend Me a Tenor
- 2010 - Nomination Miglior attrice protagonista in un'opera teatrale per The Royal Family
- 2012 - Nomination Miglior attrice protagonista in un musical per Follies
- 2015 - Nomination Miglior attrice protagonista in un'opera teatrale per City of Conversation

Drama League Award
- 2012 - Nomination Miglior performance in un musical per Follies

## Doppiatrici italiane
- Antonella Giannini in Braindead
- Melina Martello in Madame Secretary
- Aurora Cancian in The Good Wife